# Petruskirche (Wermutshausen)

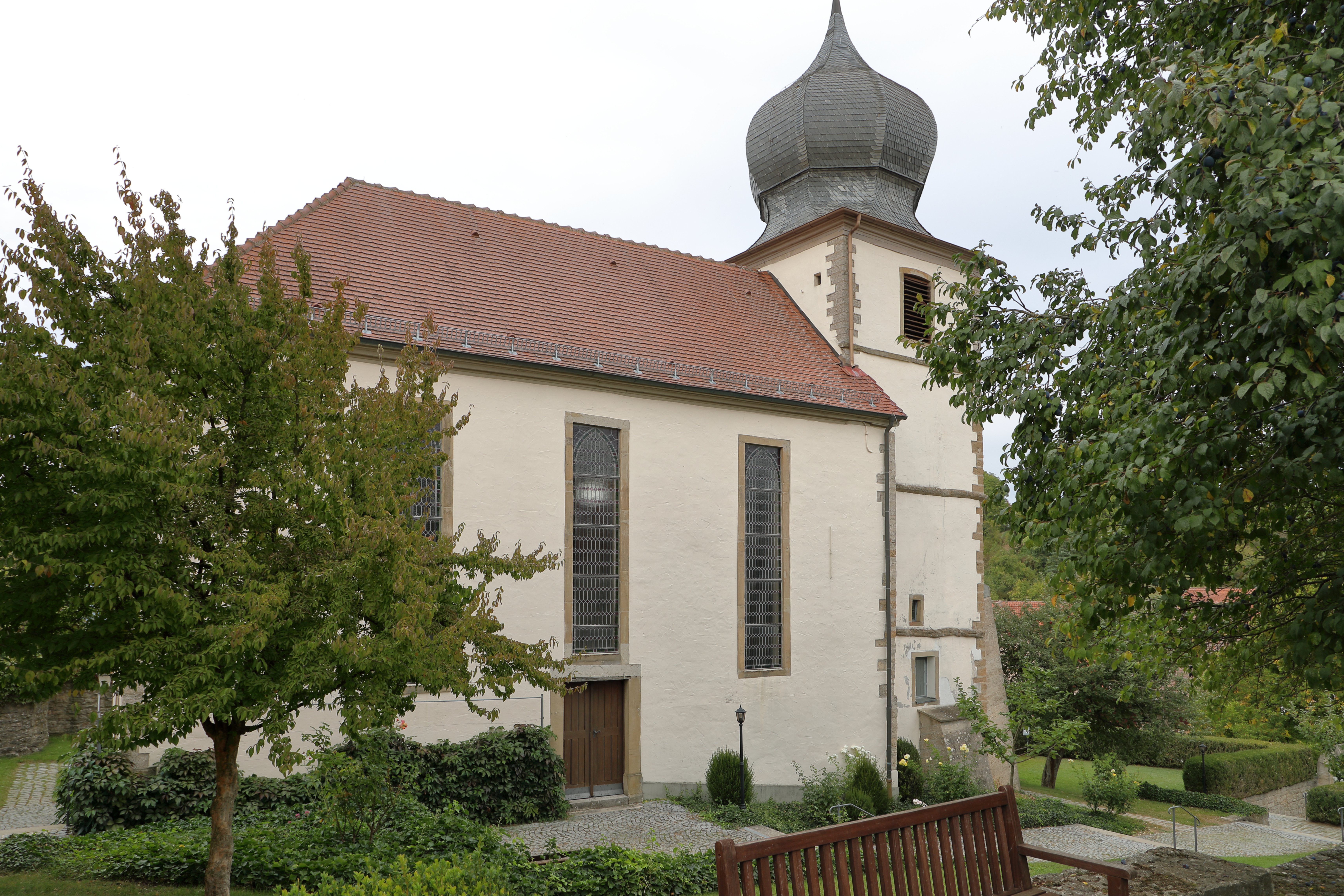
Petruskirche in Wermutshausen

Die Petruskirche ist eine evangelische Kirche in Wermutshausen, einem Stadtteil von Niederstetten im Main-Tauber-Kreis in Baden-Württemberg. Das Bauwerk ist beim Landesamt für Denkmalpflege Baden-Württemberg als Baudenkmal eingetragen. Die Kirchengemeinde gehört zur Verbundkirchengemeinde Wildentierbach im Kirchenbezirk Weikersheim der Evangelischen Landeskirche in Württemberg.

## Beschreibung
Die barocke Saalkirche wurde 1805/10 anstelle der 1800 abgebrannten romanischen Wehrkirche erbaut. Sie besteht aus einem Langhaus und einem  Chorturm im Osten, der mit einer schiefergedeckten Zwiebelhaube bedeckt ist. Im obersten Geschoss des Turms steht der Glockenstuhl, im darunterliegenden ist die Turmuhr eingebaut.